# 13684 Борбона
13684 Борбона (13684 Borbona) — астероїд головного поясу, відкритий 27 серпня 1997 року.
Тіссеранів параметр щодо Юпітера — 3,127.